# Notes from the Underbelly
Notes from the Underbelly é uma sitcom norte-americana que será exibida pelo canal americano ABC. A série é dirigida por Barry Sonnenfeld e produzida por Eric Tannenbam e Kim Tannenbaum, da Warner Bros.
A série seria exibida na fall season do Warner Channel no Brasil, mas por falta de episódios inéditos a estréia foi adiada para 2007.
O enredo mostra as crônicas de Andrew e Laurie, um casal que está esperando o nascimento de seu 1º filho.

## Exibição
- A série é exibida no SBT com o nome de "Regrinhas para Jovens Pais", todo sábado a tarde, no programa Ataque de Risos.
- Atualmente a série está fora do ar, no seu lugar entrou a série As Novas Aventuras de Christine

## Episódios

### 1ª temporada: 2007
| # | Título                 | Data de Exibição Original |
| - | ---------------------- | ------------------------- |
| 1 | Pilot                  | 12 de Abril de 2007       |
| 2 | Animal Style           | 12 de Abril de 2007       |
| 3 | Million Dollar Baby    | 18 de Abril de 2007       |
| 4 | Oleander               | 25 de Abril de 2007       |
| 5 | Julie and Eric's Baby  | 2 de Maio de 2007         |
| 6 | Mother's Milk          | 9 de Maio de 2007         |
| 7 | Keeping Up Appearances | 16 de Maio de 2007        |
| 8 | Surprise               | 16 de Maio de 2007        |

### 2ª temporada: 2007-2008
| #  | Título                 | Data de Exibição Original |
| -- | ---------------------- | ------------------------- |
| 9  | She's Gotta Have It    | 26 de Novembro de 2007    |
| 10 | Blackout               | 3 de Dezembro de 2007     |
| 11 | Heather's Visit        | 10 de Dezembro de 2007    |
| 12 | Not Without My Noodles | 17 de Dezembro de 2007    |
| 13 | If the Shoe Fits       | 7 de Janeiro de 2008      |